# Ratpenat cuallarg de Daubenton
El ratpenat cuallarg de Daubenton (Myopterus daubentonii) és una espècie de ratpenat de la família dels molòssids que es troba a la República Centreafricana, República Democràtica del Congo, Costa d'Ivori i el Senegal.

## Subespècies
- Myopterus daubentonii daubentonii
- Myopterus daubentonii albatus